# World Cup 98

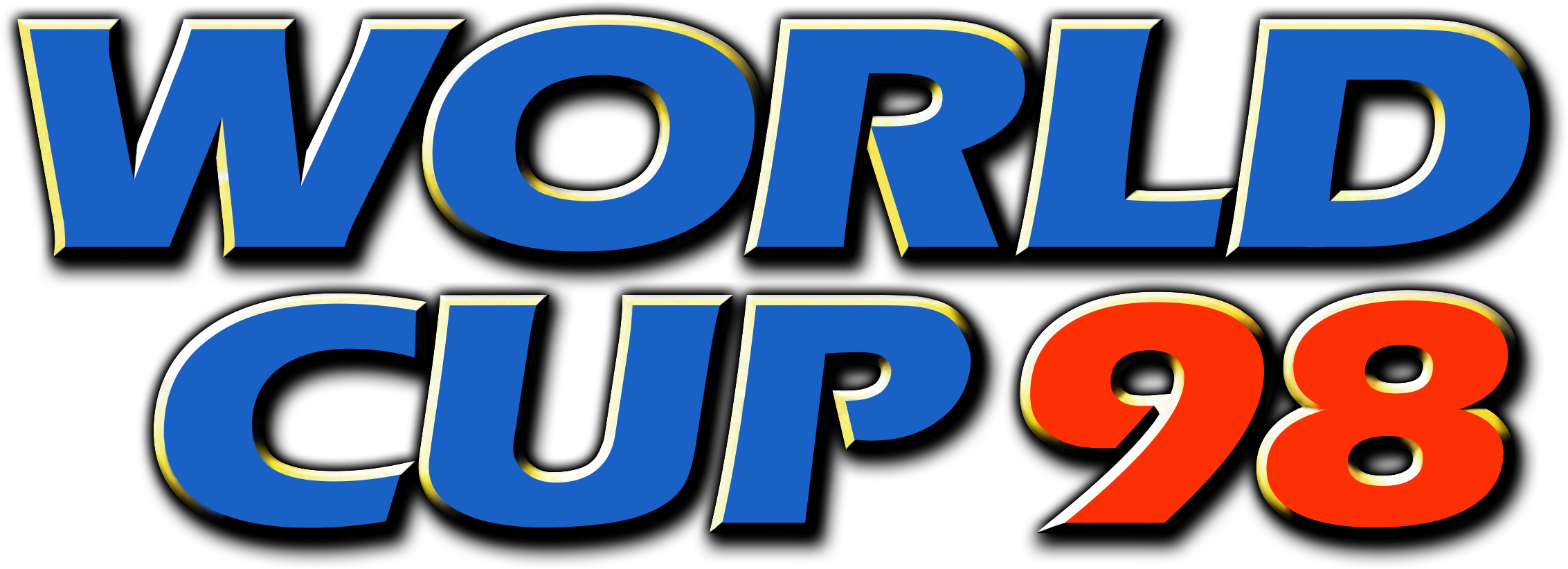
Logotipo

World Cup 98 é o primeiro jogo eletrônico desenvolvido pela Eletronic Arts em forma de simulador para uma Copa, a Copa do Mundo de 1998.O jogo foi lançado para Playstation, Nintendo 64, Game Boy e PC 
O grande destaque é o galo Footix, mascote da Copa, que vive saltitando e fazendo firulas com a bola em várias apresentações do jogo.
Possui todas as 32 seleções e mais algumas outras espalhadas pelo mundo, conta com os dez estádios da Copa do Mundo na França.
Embora tenha inovado em inúmeros aspectos de gráfico (com as equipes utilizando seus uniformes reais, por exemplo), a jogabilidade ficou a desejar, refletindo em poucas vendas no mercado.

## Seleções
Copa do Mundo